# Crelan-Euphony
Crelan-Euphony (código UCI: CRE) foi uma equipa ciclista belga de categoria Profissional Continental participando fundamentalmente no UCI Europe Tour. Ademais, esteve integrado dentro do programa do passaporte biológico da UCI desde o início deste e tinha uma "Wild Card" durante os dois anos que se exigiu, pelo que pôde participar nas carreiras do UCI World Tour (anteriormente UCI World Ranking) às que foi convidado.

## História da equipa
A equipa foi fundada em 1995 sobre o nome de Tönissteiner-Saxon, sucedendo à equipa suíça Saxon-Selle Italia já encabeçado por Gérard Bulens, director da equipa desde a sua criação. Em 2001, tomou o nome do seu principal patrocinador, o banco cooperativo belga Crédit Agricole, mas tomou o nome Landbouwkrediet (Crédit Agricole em neerlandés), como já tinha uma equipa ciclista francês chamado Crédit Agricole, patrocinado pelo mesmo banco.
Participou três vezes no Giro d'Italia desde 2002 a 2004 e na edição de 2003, o ucraniano Yaroslav Popovych foi o melhor jovem e terminou 3º na classificação individual.
Após ser parte da segunda divisão de equipas de ciclismo de 1995 a 2002, nas temporadas 2003 e 2004 ascendeu à primeira divisão e desde a criação dos Circuitos Continentais UCI em 2005, pertence à categoria Profissional Continental.
Nos últimos anos o rendimento da equipa de estrada não foi o mesmo. Isto se viu compensado em parte pela actuação em cyclo-cross de Sven Nys, quem conseguiu vários Superprestige e a Copa do Mundo de Cyclo-cross.
Depois de 20 anos nas estradas, a equipa desaparece no final de 2013.

## Corredor melhor classificado nas Grandes Voltas
| Ano  | Giro d'Italia          | Tour de France | Volta a Espanha |
| ---- | ---------------------- | -------------- | --------------- |
| 1992 | -                      | -              | -               |
| 1993 | -                      | -              | -               |
| 1994 | -                      | -              | -               |
| 1995 | -                      | -              | -               |
| 1996 | -                      | -              | -               |
| 1997 | -                      | -              | -               |
| 1998 | -                      | -              | -               |
| 1999 | -                      | -              | -               |
| 2000 | -                      | -              | -               |
| 2001 | -                      | -              | -               |
| 2002 | 12.º Yaroslav Popovych | -              | -               |
| 2003 | 3.º Yaroslav Popovych  | -              | -               |
| 2004 | 5.º Yaroslav Popovych  | -              | -               |
| 2005 | -                      | -              | -               |
| 2006 | -                      | -              | -               |
| 2007 | -                      | -              | -               |
| 2008 | -                      | -              | -               |
| 2009 | -                      | -              | -               |
| 2010 | -                      | -              | -               |
| 2011 | -                      | -              | -               |
| 2012 | -                      | -              | -               |
| 2013 | -                      | -              | -               |

## Material ciclista
A equipa utiliza bicicletas Colnago.

## Sede
A sede da equipa encontra-se no município de Drogenbos, na província do Brabante Flamengo.

## Classificações UCI
A União Ciclista Internacional elaborava o Ranking UCI de classificação dos ciclistas e equipas profissionais.
Até ao ano 1998, a classificação da equipa e de seu ciclista mais destacado foi a seguinte:
| Ano  | Classificação por equipas | Melhor corredor  | Posição |
| 1997 | 40º                       | Ludo Dierckxsens | 116º    |
| 1998 | 56º                       | Hans De Meester  | 286º    |

A partir de 1999 e até 2004 a UCI estabeleceu uma classificação por equipas divididas em três categorias (primeira, segunda e terceira). A classificação da equipa foi a seguinte:
| Ano  | Categoria | Classificação por equipas | Melhor corredor   | Posição |
| 1999 | Segunda   | 20º                       | Michel Vanhaecke  | 109º    |
| 2000 | Segunda   | 25º                       | Michel Vanhaecke  | 128º    |
| 2001 | Segunda   | 29º                       | Michel Vanhaecke  | 248º    |
| 2002 | Segunda   | 4º                        | Yaroslav Popovych | 74º     |
| 2003 | Primeira  | 28º                       | Yaroslav Popovych | 39º     |
| 2004 | Primeira  | 22º                       | Yaroslav Popovych | 65º     |

A partir de 2005 a UCI instaurou os Circuitos Continentais UCI, onde a equipa está desde que se criou dita categoria, registado dentro do UCI Europe Tour. Estando nas classificações do UCI Europe Tour Ranking e UCI Asia Tour Ranking. As classificações da equipa e do seu ciclista mais destacado são as seguintes:
| Ano                     | Classificação por equipas | Melhor corredor     | Posição |
| 2005 (Europe Tour)      | 9º                        | Nico Sijmens        | 10º     |
| 2005-2006 (Europe Tour) | 15º                       | Bert De Waele       | 13º     |
| 2006-2007 (Europe Tour) | 11º                       | Andy Cappelle       | 16º     |
| 2007-2008 (Europe Tour) | 23º                       | Bert De Waele       | 32º     |
| 2008-2009 (Europe Tour) | 25º                       | Bert De Waele       | 36º     |
| 2009-2010 (Europe Tour) | 19º                       | Frédéric Amorison   | 122º    |
| 2010-2011 (Ásia Tour)   | 51º                       | Baptiste Planckaert | 256º    |
| 2010-2011 (Europe Tour) | 7º                        | Aidis Kruopis       | 10º     |
| 2011-2012 (Ásia Tour)   | 42º                       | Kevin Claeys        | 113º    |
| 2011-2012 (Europe Tour) | 19º                       | Davy Commeyne       | 87º     |
| 2012-2013 (Asia Tour)   | 25º                       | Joeri Stallaert     | 52º     |
| 2012-2013 (Europe Tour) | 20º                       | Sébastien Delfosse  | 47º     |

Depois de discrepâncias entre a UCI e os organizadores das Grandes Voltas, em 2009 teve-se que refundar o UCI Pro Tour numa nova estrutura chamada UCI World Ranking, formada por carreiras do UCI World Calendar; e a partir do ano 2011 unindo na denominação comum do UCI World Tour. A equipa seguiu sendo de categoria Profissional Continental mas teve direito a entrar nesse ranking os dois primeiros anos por aderir-se ao passaporte biológico.
| Ano  | Classificação por equipas | Melhor corredor na classificação individual | Posição |
| 2009 | 32º                       | Bert De Waele                               | 201º    |
| 2010 | 30º                       | Bert De Waele                               | 97º     |

## Palmarés
Para anos anteriores, ver Palmarés do Crelan–Euphony

### Palmarés 2013

#### Circuitos Continentais UCI
| Datas          | Circuito                     | Carreiras                       | Ganhador            |
| 5 de maio      | UCI Europe Tour de 2012-2013 | Circuito de Valonia             | Sébastien Delfosse  |
| 12 de maio     | UCI Europe Tour de 2012-2013 | Volta a Colónia                 | Sébastien Delfosse  |
| 14 de setembro | UCI Europe Tour de 2012-2013 | De Kustpijl                     | Egidijus Juodvalkis |
| 9 de novembro  | UCI Asia Tour de 2013-2014   | 8.ª etapa do Tour do Lago Taihu | Jonathan Breyne     |

### Elenco de 2013
| Nomeie              | Nascimento | Nacionalidade | Equipa de 2012                     |
| Frédéric Amorison   | 16/02/1978 | Bélgica       | Landbouwkrediet                    |
| Vincent Baestaens   | 18/06/1989 | Bélgica       | Landbouwkrediet                    |
| Koen Barbé          | 20/01/1981 | Bélgica       | Landbouwkrediet                    |
| Jonathan Breyne     | 04/01/1991 | Bélgica       | Landbouwkrediet                    |
| Joeri Bueken        | 01/03/1991 | Bélgica       | Landbouwkrediet                    |
| Kevin Claeys        | 26/03/1988 | Bélgica       | Landbouwkrediet                    |
| Sébastien Delfosse  | 29/11/1982 | Bélgica       | Landbouwkrediet                    |
| Gilles Devillers    | 12/02/1985 | Bélgica       | Landbouwkrediet                    |
| Reinier Honig       | 28/10/1983 | Países Baixos | Landbouwkrediet                    |
| Kurt Hovelynck      | 02/06/1981 | Bélgica       | Landbouwkrediet                    |
| Egidijus Juodvalkis | 08/04/1988 | Lituânia      | Landbouwkrediet                    |
| Sven Nys            | 17/06/1976 | Bélgica       | Landbouwkrediet                    |
| Kevin Peeters       | 05/02/1987 | Bélgica       | Landbouwkrediet                    |
| Baptiste Planckaert | 28/09/1988 | Bélgica       | Landbouwkrediet                    |
| Christophe Prémont  | 22/11/1989 | Bélgica       | Wallonie Bruxelles-Crédit Agricole |
| Joeri Stallaert     | 25/01/1991 | Bélgica       | Landbouwkrediet                    |
| Stijn Steels        | 21/08/1989 | Bélgica       | EFC-Omega Pharma-quick.step        |
| Klaas Sys           | 30/11/1986 | Bélgica       | Bridgestone Anchor                 |
| Pieter Van Herck    | 08/09/1991 | Bélgica       | Neoprofesional                     |
| Sven Vanthourenhout | 14/01/1981 | Bélgica       | Landbouwkrediet                    |
| Maxime Vantomme     | 08/03/1986 | Bélgica       | Katusha Team                       |